# Pinstripe Bowl 2022
Match précédent Match suivant
Le Pinstripe Bowl 2022 est un match de football américain de niveau universitaire joué après la saison régulière de 2022, le 29 décembre 2022 au Yankee Stadium situé au Bronx dans l'État de New York aux États-Unis. 
Il s'agit de la 12e édition du Pinstripe Bowl.
Le match met en présence l'équipe des Golden Gophers du Minnesota issue de la Big Ten Conference et l'équipe des Orange de Syracuse issue de l'Atlantic Coast Conference.
Il débute vers 14 heures locales (20 heures en France) et est retransmis à la télévision par ESPN.
Sponsorisé par l'entreprise de fabrication de tondeuses à gazon Bad Boy Mowers, le match est officiellement dénommé le 2022 Bad Boy Mowers Pinstripe Bowl. 
Minnesota remporte le match sur le score de 28 à 20. 

## Présentation du match
Il s'agit de la 6e rencontre entre les deux équipesdont trois victoires pour Minnesota et deux pour Syracuse :
| Saison | Date              | Vainqueur | Score   | Compétition                                  |
| ------ | ----------------- | --------- | ------- | -------------------------------------------- |
| 1995   | 23 septembre 1995 | Syracuse  | 27 - 17 | Saison régulière sur le terrain de Syracuse  |
| 1996   | 21 septembre 1996 | Minnesota | 35 - 33 | Saison régulière sur le terrain de Minnesota |
| 2009   | 5 septembre 2009  | Minnesota | 23 - 20 | Saison régulière sur le terrain de Syracuse  |
| 2012   | 22 septembre 2012 | Minnesota | 17 - 10 | Saison régulière sur le terrain de Minnesota |
| 2013   | 27 décembre 2013  | Syracuse  | 21 - 17 | Texas Bowl 2013                              |

| Équipes                                                                                                  | Couleurs | Conférences | Entraîneurs                  | Stats. saison rég. | Classements avant le bowl | Classements avant le bowl | Classements avant le bowl |
| --- | -------- | ----------- | ---------------------------- | ------------------ | ------------------------- | ------------------------- | ------------------------- |
| Équipes                                                                                                  | Couleurs | Conférences | Entraîneurs                  | Stats. saison rég. | CFP                       | AP                        | Coaches                   |
| Golden Gophers du Minnesota                                                                              |          | B10         | P.J. Fleck (en) (6e saison)  | 8 - 4              | NC                        | NC                        | NC                        |
| Orange de Syracuse                                                                                       |          | ACC         | Dino Babers (en) (7e saison) | 7 - 5              | NC                        | NC                        | NC                        |
| - Arbitre : Scott Campbell (Big 12) - Équipe donnée favorite par les bookmakers : Minnesota par 8 points |          |             |                              |                    |                           |                           |                           |

### Golden Gophers du Minnesota
Avec un bilan global en saison régulière de 8 victoires et 4 défaites (5-4 en matchs de conférence), Minnesota est éligible et accepte l'invitation pour participer au Pinstripe Bowl 2022
Ils terminent 3e de la Division West de la Big Ten Conference derrière Purdue et Illinois.
À l'issue de la saison 2022 (bowl non compris), ils n'apparaissent pas dans les classements CFP, AP et Coaches.
Le linebacker Braelen Oliverlequel ayant obtenu son transfert pour Georgia Tech ne jouera pas le bowl.
Il s'agit de leur première participation au Pinstripe Bowl.
| Logo     | Postes                                                    | Joueurs                                                   | Statistiques                                                     |
| -------- | --------------------------------------------------------- | --------------------------------------------------------- | ---------------------------------------------------------------- |
|          | Quarterback                                               | Tanner Morgan                                             | 103/153 passes réussies pour 1 324 yards, 7 TDs, 5 interceptions |
| Coureur  | Mohamed Ibrahim                                           | 304 courses pour 1 594 yards nets gagnés et 19 TDs        |                                                                  |
| Receveur | Daniel Jackson                                            | 33 réceptions pour 484 yards et 3 TDs                     |                                                                  |
| Effectif | Listing et statistiques du roster 2022 des Golden Gophers | Listing et statistiques du roster 2022 des Golden Gophers |                                                                  |

### Orange de Syracuse
Avec un bilan global en saison régulière de 7 victoires et 5 défaites (4-4 en matchs de conférence), Syracuse est éligible et accepte l'invitation pour participer au Pinstripe Bowl 2022.
Ils terminent 5e de la Division Atlantic de l'Atlantic Coast Conference derrière #7 Clemson, #13 Florida State, #23 NC State et Louisville.
À l'issue de la saison 2022 (bowl non compris), ils n'apparaissent pas dans les classements CFP, AP et Coaches.
Le running back Sean Tucker (en) a décidé de faire l'impasse sur le bowl pour se présenter à la draft 2023.
Il s'agit de leur troisième participation au Pinstripe Bowl :
| Saisons | Dates            | Vainqueurs               | Scores  | Finalistes                                    | Bilan     |
| ------- | ---------------- | ------------------------ | ------- | --------------------------------------------- | --------- |
| 2010    | 30 décembre 2010 | Orange de Syracuse (7-5) | 36 - 34 | Wildcats de Kansas State (7-5)                | V : 1 - 0 |
| 2012    | 29 décembre 2012 | Orange de Syracuse (7-5) | 38 - 14 | Mountaineers de la Virginie-Occidentale (7-5) | V : 2 - 0 |

| Logo     | Postes                                            | Joueurs                                            | Statistiques                                                      |
| -------- | ------------------------------------------------- | -------------------------------------------------- | ----------------------------------------------------------------- |
|          | Quarterback                                       | Garrett Shrader                                    | 173/266 passes réussies pour 2 310 yards, 17 TDs, 6 interceptions |
| Coureur  | Sean Tucker                                       | 206 courses pour 1 060 yards nets gagnés et 13 TDs |                                                                   |
| Receveur | Oronde Gadsden II                                 | 54 réceptions pour 891 yards et 6 TDs              |                                                                   |
| Effectif | Listing et statistiques du roster 2022 des Orange | Listing et statistiques du roster 2022 des Orange  |                                                                   |